# Háj u Louky
Háj u Louky je přírodní rezervace v okrese Hodonín na jihovýchodním okraji obce Louka.

## Předmět ochrany
Ve vyhlášce Okresního úřadu v Hodoníně o zřízení přírodní rezervace Háj u Louky je jako hlavní důvod uvedena ochrana jednoho z nejcennějších listnatých lesů v Bílých Karpatech. Ze stromů zde převažuje habr. V bohatém bylinném porostu se vyskytuje sněženka podsněžník (Galanthus nivalis), ladoňka dvoulistá (Scilla bifolia), medovník meduňkolistý (Melittis melissophyllum), lilie zlatohlavá (Lilium martagon) a další vzácnější druhy rostlin.

## Geomorfologie
Z geomorfologického hlediska se rezervace nachází na území Vizovické vrchoviny. Lokalita je rozdělena na dvě části tělesem železniční trati z Veselí nad Moravou do Velké nad Veličkou, na severu je ohraničena říčkou Velička.

## Geologie
Lokalita je významná též z hlediska geologického, neboť zdejší výchozy nivnického souvrství v rámci tzv. svrchního oddílu bělokarpatské jednotky magurského flyše představují dosud nejrozsáhlejší známý profil tímto souvrstvím. Jedná se o přirozený nesouvislý odkryv, dlouhý zhruba 500 metrů, dosahující výšky až 20 metrů. V nivnickém souvrství převládají vápnité jílovce a slínovce nad pískovci. Jílovce v přírodní rezervaci se vyznačují pestrou paletou barev – vyskytují se zde jílovce bílošedé, hnědošedé, zelenošedé, žlutošedé a dokonce i okrově zbarvené, které nejsou z ostatních litostratigrafických jednotek bělokarpatského flyše známy.

## Přístup
Přírodní rezervace se rozkládá při levém břehu říčky Velička, jejíž tok odděluje chráněný les od silnice č. 71 a od jižního okraje obce Louka. Od železniční zastávky Louka u Ostrohu je lokalita vzdálena 300 metrů východním směrem.